# Trackers (série télévisée)
Trackers est une série télévisée sud-africaine qui est l’adaptation du best-seller de Deon Meyer paru en France sous le titre « À la trace ».  
Cette série a d’abord été diffusée en 5 épisodes (le premier durant 2 heures) sur M-Net. Pour Cinemax la diffusion comporte 6 épisodes. Cette fiche reproduit les indications de cette version.

## Synopsis
La série raconte la tentative du PBI (Presidential Bureau of Intelligence), l’Agence de Renseignement Présidentielle sud-africaine d’enrayer un projet d’attentat terroriste financé par un trafic de diamants. Trois intrigues s’entrecroisent dans un thriller impliquant le crime organisé, la contrebande de diamants, le trafic de rhinocéros noirs, la sécurité de l’État, la CIA et le terrorisme international. La ville du Cap, ses différents quartiers, mais aussi les paysages du Limpopo constituent le décor largement mis en scène de la série.

## Distribution

### Distribution principale
- Milla Strachan : Rolanda Marais (af)(VF : Delphine Braillon)

Une femme de quarante ans qui trouve le courage de quitter un mari violent, son fils plein de ressentiments et une vie matérielle confortable dans un quartier résidentiel du nord du Cap . Elle a des difficultés pour trouver un job sur un marché du travail qui a évolué. Son diplôme de journaliste lui procure un poste en tant qu’analyste dans une agence gouvernementale.
- Lemmer : James Gracie (VF : Marc Arnaud)

Ancien membre des Forces Spéciales et garde du corps de ministres, Lemmer réside à Loxton, une petite ville du Karoo, après l’échec d’une opération de renseignements qui a mis fin à son emploi. Il consacre depuis son temps à retaper une vieille maison, la tranquillité des lieux contribuant à calmer son tempérament explosif.
- Janina Mentz : Sandi Schultz (VF : Céline Ronté)

Directrice du Presidential Bureau of Intelligence (PBI), elle est chargée de protéger avec diligence les citoyens sud-africains. Active militante lors de la lutte de libération du pays, elle est contre la corruption et quiconque porte atteinte à l’indépendance du pays. Une erreur dans une opération d’intervention passée menace désormais son poste et l’avenir de l’agence gouvernementale qu’elle dirige.
- Quinn Makebe : Thapelo Mokoena (en)

En tant que directeur des opérations, (COO - Chief Operating Officer)  du PBI, Quinn Makebe est en lice pour le poste de Janina tout en travaillant étroitement avec elle  en tant que commandant en second. Bien qu’elle le considère comme intelligent, éduqué et ambitieux, Janina s’interroge sans cesse sur ses intentions et sa loyauté.
- Flea van Jaarsveld : Trix Vivier (en)

Elevée dans la brousse au contact des animaux, c’est une experte de la faune sauvage au passé mouvementé.

### Distribution secondaire
- Diederick Brand : Deon Lotz

Un homme d’affaires local, propriétaire terrien, en lien avec des criminels.
- Barkatulla 'Baboo' Rayan : Kaseran Pillay (en)

Une personnalité locale faisant le lien entre la cellule terroriste locale et Al-Quaïda.
- Suleiman Daoud : Emmanuel Castis (en)

Un représentant d’Al-Quaida, un terroriste islamiste international recherché par le PBI. Dead n ‘hésite pas à supprimer ceux qui se mettent en travers de sa route.
- Shaheed Osman : Brendon Daniels

Le chef de la cellule terroriste locale, l’Allajna (Le Comité), qui planifie l’attaque avec Hamadei and Garba. Il rencontre Daoud pour obtenir les moyens nécessaires à leur projet .
- Hassan Hamadei : Stefan Erasmus

Un membre de la cellule terroriste avec Osman.
- Abdullah GarbaHassan Hamadei : Fabian Edeoye Lojede

Un membre de la cellule terroriste avec Osman.
- Inkunzi Shabangu : Sisanda Henna (en)

Un caïd de la criminalité locale engagé par Shaheed Osman pour intercepter le camion transportant les rhinocéros noirs et récupérer des diamants.
- Lucas Becker : Ed Stoppard

Lucas Becker est un agent de la CIA américaine en mission secrète.
- Dr Daniel Masutha : Jerry Mofokeng (en)

Ministre de l’Intérieur, personnage de pouvoir, trouble et corrompu, jouant double-jeu avec Janina.
- Mrs Nkosi : Grace Olifant (VF : Déborah Claude)

Adjointe au PNI, elle a recruté Milla Strachan.
- Raj Farrath  : Meren Reddy

Au sein du PBI, il est le spécialiste de la traque vidéo.
- Teliha : Jill Middlekop

Epouse de Shaheed Osman, elle a été chercheuse en biologie, une discipline qu’elle a étudiée à Londres.
- Ismail Daniels : Adrian Alper

Un informateur du PBI, qui informe en premier Quinn Makebe du projet d’attentat terroriste.
- Jessica van Zandt : Avital Lvova

Une collègue de Milla au PNI.

## Fiche technique
- Adaptation télévisuelle : Robert Thorogood, Deon Meyer
- Productrice série : Rebecca Fuller-Campbell
- Producteur délégué scénariste : Benjamin McGrath
- Producteurs délégués : Cobus Van Den Berg, Tim Theron, Jonathan Drake
- Producteur délégué création : Steve Maher
- Scénaristes : Josua Malherbe, René Van Rooyen, Amy Jephta
- Réalisateur : Jyri Kähönen
- Directeur de la photographie : Ivan Strasburg
- Musique: Brendan Jury
- Montage : Mélanie Jankes Golden

## Épisodes

### Les six épisodes de la première saison (diffusion 2020)
1. Épisode 1  : Ismail Daniels, un informateur, révèle à son agent traitant, Quinn Makebe du PBI, que des hommes affiliés au terrorisme international ont le projet de faire rentrer un « paquet » dans le pays en collaboration avec une petite cellule islamiste locale dirigée par Shaheed Osman qui doit financer l’opération. Quinn Makebe et son groupe du PBI (The Presidential Bureau of Intelligence ) commencent à surveiller le principal suspect, «Baboo» Rayan. La cheffe de Makebe, Janina Mentz, patronne du PBI, apprend de Daniel Masutha, ministre de l’intérieur, que le PBI est susceptible d'être fermé à la suite du fiasco d’une opération antérieure. Le PBI installe une vidéo-surveillance dans la planque de Rayan. Milla Strachan, une journaliste de formation, est engagée par le PBI pour aider à la recherche et à la production de mémos sur les activités susceptibles de nuire à la République sud-africaine. Elle repère Inkunzi Shabangu dans les appels téléphoniques de Rayan. Pendant ce temps, Lemmer, arrivé à Swartwater (Limpopo) en petit avion, un AM.3C-Bosbok, entreprend une nouvelle mission à la frontière du Zimbabwe, près de Beitbridge, où il rencontre l'énigmatique Flea van Jaarsveld.
2. Épisode 2  : Lemmer découvre que sa mission est d’assurer la sécurité du transport de deux  rhinocéros noirs acquis en contrebande par Diederick Brand, mais Flea cache un plus grand secret. Milla rapporte un lien entre Baboo Rayan et Inkunzi Shabangu qui oriente l'enquête dans une nouvelle direction. La directrice de PBI, Janina Mentz, apprend que la Présidence s'est sentie humiliée lors de l’annulation, par sa faute, d'une réunion au sommet de dirigeants mondiaux. Elle est considérée responsable d’avoir déclenché une alerte de sécurité non-fondée. Elle espère que le nouvel espionnage sur la cellule terroriste islamique pourra encore sauver le PBI. Milla Strachan essaie de contacter son fils, qui lui manque. Elle s'arrange pour le rencontrer dans un café, mais son mari se pointe et lui demande de revenir sur sa décision de les quitter. En traversant le parc Kruger, le semi-remorque transportant les rhinocéros noirs est attaqué par Inkunzi qui exige les diamants dont on lui a dit qu’ils étaient dans le camion. Lors de l'embuscade près de Mhala, le chauffeur du camion, Lourens le Riche, est abattu par Inkuzi mais Lemmer et Flea parviennent à s'échapper. Il est supputé que les diamants doivent financer une attaque terroriste visant un match amical de football entre les États-Unis et l'Afrique du Sud. Lemmer affronte Diederick Brand (le destinataire des rhinocéros noirs) qui nie avoir connaissance des diamants. Ils avaient été dissimulés dans de fausses cornes sur les rhinocéros. Découvrant que Flea est partie en emportant les diamants et surtout son pistolet Glock que le gang a utilisé pour exécuter le chauffeur du camion, Lemmer se lance à sa poursuite. L'expertise de Milla Strachan révèle un autre maillon de la chaîne qui mène le PBI directement à Diederick Brand et fait faire un pas de plus vers Inkunzi. Shaheed Osman et Inkuzi se retrouvent sur le rivage de Maiden’s Cover pour s’expliquer sur l’échec de l’interception des diamants. Puis Shaheed Osman reçoit un appel de Flea : Flea fixe à 20 % sa commission pour échanger les diamants dans trois jours. Un agent de la CIA nouvellement arrivé, Lucas Becker, est victime d'un carjacking effectué par le gang d'Inkunzi, qui en volant son cabriolet Ford Mustang VI, emportent avec un sac contenant 300 000 $.
3. Épisode 3 : Inkuzi se lance à la recherche de Flea. Par ailleurs Lucas Becker harcèle Inkuzi pour récupérer son sac de dollars. Shaheed Osman reçoit un mystérieux appel d’un bateau dans l’Océan Indien, inlocalisable par le PBI sans l’aide de la CIA, qui annonce « son arrivée au Cap comme prévu ». Dans la quête après son pistolet, Lemmer est amené à investir en pleine fiesta la luxueuse villa d’Inkuzi dans le quartier de Clifton. La discussion tourne à l’affrontement et Inkuzi est abattu. Lemmer s’enfuit en volant le véhicule d’Inkuzi. Il est poursuivi par Quinn Makebe sans être rejoint et brouille sa piste. S’étant laissé aller à coucher avec Lucas Becker, Milla est en difficulté quand celui-ci est dans le collimateur du PBI. Confronté à Milla Strachan, Lucas Becker lui raconte le détournement mais nie avoir tué Inkunzi.
4. Épisode 4 : Le PBI pense que Lucas Becker est le tueur d’Inkunzi. Janina Mentz suppute que la CIA mène des opérations secrètes sur le sol de l’Afrique du Sud mais le Dr David Masutha, son ministre de tutelle, lui intime l’ordre de collaborer avec la CIA. Janina soupçonne une taupe dans le PBI. Au vu de ses passeports, Milla Strachan se rend compte que Lucas Becker est de la CIA. Raj Farrath identifie Milla avec Lucas Becker sur les images d’une balade à moto qu’ils ont faite à Signal Hill. En pleine rue, Shaheed Osman se fait enlever par Lucas Becker qui cherchant toujours à récupérer son argent, lui vole son ordinateur portable. Il abandonne Shaheed Osman en proie à un malaise cardiaque. Shaheed Osman se retrouve à l’hôpital, plongé dans le coma et Daoud est informé de la disparition de l'ordinateur portable. Flea surprend Lemmer et le braque avec un révolver.
5. Épisode 5 : Flea surprend Lemmer, le braque avec un revolver et l’emmène chez elle. Elle lui rend son pistolet  lui demande d’assurer sa sécurité lors de la remise des diamants prévue avec Shaheed Osman. Milla est arrêtée et durement interrogée par Janina Mentz qui se refuse à la croire et pense que c’est elle la taupe mais la relâche en la licenciant. Lemmer et Flea reconnaissent la zone où est prévue l’échange et elle accepte son conseil de faire l’échange à un endroit dégagé. Milla est espionnée et suivie le PBI. En suivant les conseils de Lucas Becker, elle échappe à leur surveillance et le rejoint à l’hôtel. Elle lui avoue qu’elle travaillait pour eux. Flea indique à Lemmer d’aller rechercher les diamants chez sa cousine. Lorsque Lucas Becker active l'ordinateur portable d'Osman ceci déclenche sa localisation sur le smartphone aux mains de Teliha. Ils apprennent qu’un échange aura lieu à Granger Bay, un petit port et s’y rendent après avoir échappé aux membres de l’Allajna qui se replient dans leur quartier. Le rendez-vous d’échange tourne mal. Ignorant le plan mis au point avec Lemmer, Flea reste dans une zone boisée où Lemmer ne peut la protéger et elle est tuée dans l’échange et mise dans le coffre d’une voiture. Janina, à l’écoute d’une conversation demandant du secours pour Flea reconnaît la voix de Lemmer. Au même moment le Dr Masutha suspend Janina et donne le contrôle des opérations à la CIA. Janina appelle Lemmer, un de ses anciens collaborateurs.
6. Épisode 6 : Voyant les islamistes se préparer, le PBI organise une descente mais à leur arrivée les lieux sont vides. Ceci les conforte dans l’imminence de l’attaque terroriste au stade de football où ils concentrent leur moyens de surveillance mais cette attaque apparaît comme une diversion. Janina et Lemmer filent le Dr Daniel Masutha et découvrent sa duplicité vis à vis du PBI et de sa fonction. A Granger Bay, Lucas Becker et Milla Strachan essaient de s’interposer pour faire échouer l’opération terroriste principale mais Lucas Becker est assassiné par Daoud. De leur côté Janina et Lemmer, et à leur suite les équipes du PBI se précipitent à Granger Bay et font échouer l’opération prévue par les terroristes : transformer la fille de Teliha en une « bombe virale » mortelle et lui faire prendre place à bord d’un paquebot de croisière regagnant New-York. La corruption et le double-jeu du Dr David Masutha éclatent au grand jour et il est arrêté par le bureau PBI. La voiture dans laquelle a été enlevée Flea lors de l’échange est retrouvée. Mais dans le coffre le cadavre n’est pas celui de Flea mais celui de sa cousine, Helen. En même temps une femme blonde, ressemblant fortement à Flea, prend l’avion avec un passeport au nom d’Helen Van Jaarsveld. Milla Strachan renoue avec son fils Barend.

### Deuxième saison
Une deuxième saison serait envisagée au vu du succès de la première. L’épisode 6 a laissé des portes ouvertes à une poursuite de l’intrigue.

## Lieux de tournage
Le tournage a eu lieu dans les parcs nationaux d'Afrique du Sud, dans la ville du Cap (Thibaut Square, Maiden’s Cove, Bo-Kaap), et dans le parc national de la montagne de la Table.[réf. nécessaire]

## Sources
- (en) Cet article est partiellement ou en totalité issu de l’article de Wikipédia en anglais intitulé « Trackers_(TV_series) » (voir la liste des auteurs).